# Morphoscopie

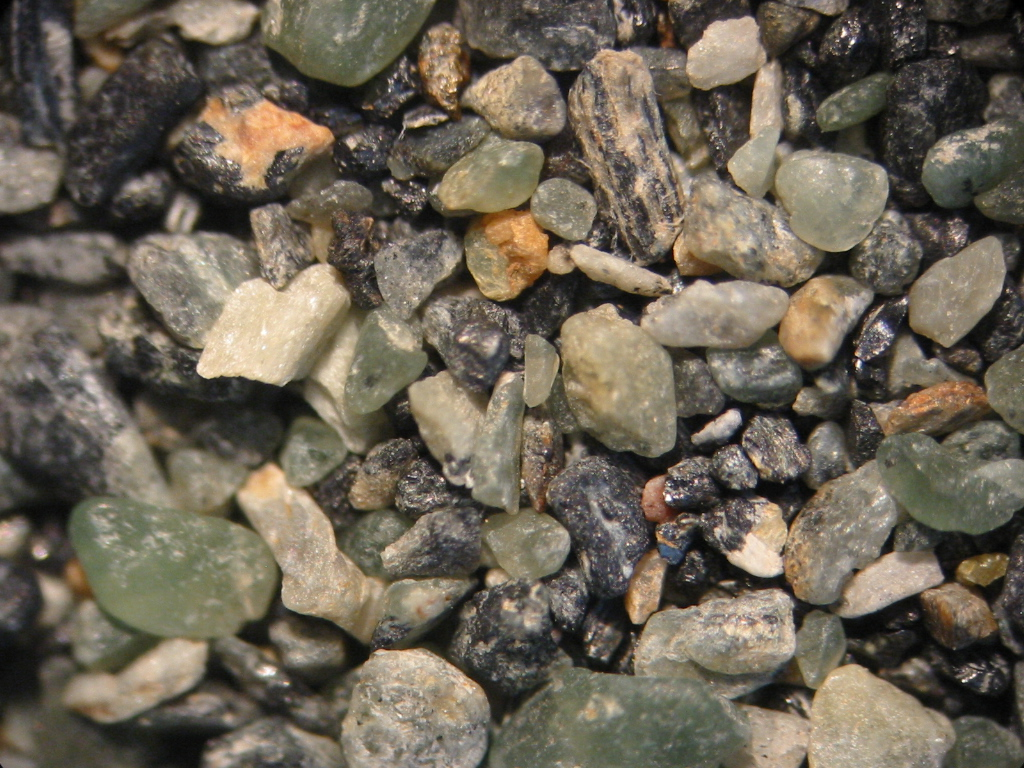
Des grains de sable au microscope.

La morphoscopie est un examen microscopique de la forme des grains de quartz permettant d'en mesurer le degré, l'usure et d'en déduire les causes de leurs érosions.

## Classement Cailleux
André Cailleux aboutit à trois catégories principales de grains : les « Non-Usés » (dits « NU »), les « Émoussés-Luisants » (dits « EL ») et les « Ronds-Mats » (dits « RM  »).

### Les grains «Non-Usés»
Ces grains n'ont subi aucun usure (dont les cassures sont fraîches). Leur aspect est toujours anguleux. Ils caractérisent les arènes, les transports dans des cours d’eau douce sur de très faibles distances, les dépôts glaciaires, etc.

### Les grains «Émoussés-Luisants»
Les « EL » présentent une dominance d’arêtes arrondies et peuvent parfois acquérir la forme de sphères presque parfaites. Leur aspect de surface est toujours très poli, brillant, luisant sous l’éclairage de la loupe binoculaire.
Ils sont caractéristiques de longs transports en milieux aquatiques continentaux (rivières, fleuves), ou d’évolutions en milieux marins (plateau continental, plages, etc.).

### Les grains «Ronds-Mats»
Les « RM », comme leur nom l’indique, ont une morphologie générale sub-sphérique pouvant parfois atteindre celle d’une sphère parfaite. Leur aspect de surface est toujours dépoli et mat.
Ils sont caractéristiques d’une évolution en milieu éolien (transport par le vent), et essentiellement trouvés sur les dunes littorales et dans certains environnements désertiques.

## Utilisation
La morphoscopie est durant trente ans la seule méthode pour les sédimentologues d’approcher la détermination de l’histoire sédimentaire des grains de quartz. Grâce à elle, on a pu établir des comparaisons entre des échantillons et avoir une idée de leur milieu de dépôt. Mais, selon André Cailleux lui-même, la morphoscopie ne permet pas dans la majeure partie des cas de déterminer leur histoire ancienne en cas de reprise sédimentaire, et les NU ne peuvent être interprétés avec précision. La mise au point de l'exoscopie par Loïc Le Ribault, en 1973, permit de lever ces obstacles et d'approfondir la lecture de la « mémoire des grains de sable » grâce à l'utilisation du microscope électronique à balayage.